# Rhododendron fletcherianum
Rhododendron fletcherianum är en ljungväxtart som beskrevs av Davidian. Rhododendron fletcherianum ingår i släktet rododendron, och familjen ljungväxter. Inga underarter finns listade i Catalogue of Life.